# Franck Solforosi
Franck Solforosi (Lione, 10 settembre 1984) è un canottiere francese, vincitore della medaglia di bronzo nel 4 senza pesi leggeri a Rio de Janeiro 2016.

## Palmarès
- Olimpiadi

Rio de Janeiro 2016: argento nel 4 senza pesi leggeri.
- Campionati del mondo di canottaggio

Banyoles 2004: oro nell'8 pesi leggeri.
Gifu 2005: oro nel 4 senza pesi leggeri.
Eton 2006: argento nel 4 senza pesi leggeri.
Monaco di Baviera 2007: argento nel 4 senza pesi leggeri.
Aiguebelette 2015: bronzo nel 4 senza pesi leggeri.
- Campionati europei di canottaggio

Siviglia 2013: bronzo nel 4 senza pesi leggeri.
Belgrado 2014: bronzo nel 4 senza pesi leggeri.
Poznan 2015: argento nel 4 senza pesi leggeri.
- Giochi del Mediterraneo

Almería 2005: oro nel 2 senza pesi leggeri.